# Зигфрид фон Вальбек
Зигфрид I фон Вальбек (нем. Siegfried I von Walbeck) (умер 15 марта 991) — граф фон Вальбек, сын графа Лотаря II фон Вальбек и Матильды фон Арнебург.

## Биография
Зигфрид унаследовал часть отцовского графства и был участником многих походов против славян. В 972 году он вместе с маркграфом Саксонской Восточной марки Одо I сражался в битве при Цедене против Мешко I Польского. Летом 979 года император Оттон II Рыжий передал братьям фон Вальбек под стражу обвинённого в государственной измене Геро, графа Мёкернгау. В марте 983 года Зигфрид фон Вальбек находился в Кёльне. Его умерший там же брат Лиутар был погребён в Кёльнском соборе. Возможно, эти связи с Кёльном достались им в наследство от матери (из рода Конрадинов). Осенью 983 года Зигфрид сражался на реке Тангер против славян. В 990 году, будучи на службе у императрицы Феофано, он принимал участие в походе против Болеслава II Чешского (в поддержку Мешко Польского). Затем последовал поход против занятого лютичами Бранденбурга. Здесь Зигфрид неудачно упал с лошади и уже не смог оправиться от этого. Он умер в Вальбеке 15 марта 991 года.

## Брак и дети
Жена: Кунигунда фон Штаде (ок. 958—997), дочь Генриха I Лысого, графа фон Штаде.
Дети:
- Генрих (973—ок.1002) — граф Вальбек
- Фридрих (974—после 1012) — бургграф Магдебурга
- Титмар (975—1018) — епископ Мерзебурга
- Зигфрид (умер в 1032) — епископ Мюнстера
- Бруно (умер в 1049) — епископ Фердена